# Ахмад Теджан Кабба
Альгаджі Агмад Теджан Кабба — державний і політичний діяч Сьєрра-Леоне, співробітник ООН.

## Життєпис
Народився 16 лютого 1932 р. в м.Пендамбу на сході британської колонії Сьєрра-Леоне (сучасний округ Кайлагун). За національністю — мандінка (народ). Виріс у мусульманській сім'ї, навчався у католицькій школі, вищу освіту здобув у В.Британії. З 1973 до 1992 р. працював у органах ООН. Потім повернувся на батьківщину, де взяв участь у політичному житті, та в подіях громадянської війни.
У лютому — березні 1996 р. Кабба переміг на президентських виборах у С'єрра-Леоне та став 29 березня 1996 року президентом країни. Однак 25 травня 1997 його усунули від влади повстанці і він утік до Гвінеї. 10 березня 1998 р. він був відновлений на посаді з допомогою нігерійських військ з контингенту країн Західної Африки. У 1999 р. підписав мирну угоду з повстанцями, за якою у країні був розміщений миротворчий контингент військ ООН. У 2002 р. громадянська війна припинилась. У травні 2002 р. Кабба був переобраний вдруге президентом Сьєрра-Леоне, і залишався на цій посаді до 17 вересня 2007. Помер у Фрітауні 13 березня 2014 р.